# Olidiana tantula
Olidiana tantula är en insektsart som beskrevs av Nielson 1991. Olidiana tantula ingår i släktet Olidiana och familjen dvärgstritar. Inga underarter finns listade i Catalogue of Life.